# Albasty Fossae
Le Albasty Fossae sono una struttura geologica della superficie di Venere.